# 神戸市立須磨高等学校
神戸市立須磨高等学校（こうべしりつ すまこうとうがっこう）は、兵庫県神戸市須磨区若木町四丁目に所在した市立の高等学校。

## 設置学科
- 普通科
  - 人文類型
  - 国際コミュニケーション類型
  - 情報・環境類型

## 校風
- 教育目標 1.規律ある生活の確立、2.学力の充実、3.進路の追求、4.自主的活動の振興

## 沿革
- 1922年（大正11年） - 神戸市立第二高等女学校設立。
- 1923年（大正12年） - 新築校舎竣工。中央区楠町6丁目（現神戸大学医学部）に校舎移転。
- 1944年（昭和19年） - 灘区徳井楠ヶ丘（現親和中学校・親和女子高等学校）に校舎移転。
- 1948年（昭和23年） - 神戸市立楠ヶ丘高等学校と校名変更。
- 1949年（昭和24年） - 須磨区若宮小学校内に校舎移転し、神戸市立須磨高等学校と校名変更。学区制、男女共学制実施。
- 1955年（昭和30年） - 新校舎第1期工事完成。須磨区山畑町（現校舎所在地）に校舎移転。
- 1962年（昭和37年） - 校歌制定。
- 1963年（昭和38年） - 校旗制定。図書館完成。
- 1965年（昭和40年） - ルーズベルト・ハイスクールと姉妹校提携、ワシントン州知事代理一行来校。
- 1969年（昭和44年） - 9月15日の深夜、学生運動を志した一部生徒らが正門にバリケードを築いた上で校舎に侵入。職員室、校長室や放送室を破壊した[1]。
- 1975年（昭和50年） - 家庭科（被服課程）廃止。旧岡崎邸改修工事完了、若木荘と呼称。
- 1976年（昭和51年） - 新食堂完成。
- 1977年（昭和52年） - 公害対策工事完了、本館各教室にエアコン設置。
- 1978年（昭和53年） - 新体育館完成。理科棟完成。
- 1982年（昭和57年） - 歴史文学館完成。創立60周年記念式典を神戸文化ホールで挙行。
- 1985年（昭和60年） - コンピュータ教室完成。
- 1990年（平成2年） - 平成2年度入学生より新運動着着用。
- 1991年（平成3年） - 平成3年度入学生より新制服着用。
- 1992年（平成4年） - 創立70周年記念式典を神戸文化ホールで挙行、校訓制定「自主・創造・協調」
- 1993年（平成5年） - 北館全面改修工事完了。
- 1994年（平成6年） - 本館より体育館へのわたり廊下完成。
- 1995年（平成7年） - 阪神・淡路大震災により本館など大きく破損。
- 1996年（平成8年） - 本館東側部分校舎建替工事開始。
- 1997年（平成9年） - 本館東側部分校舎建替工事完了。創立75周年記念式典を本校体育館で挙行。グラウンド全面改修工事完了。
- 2000年（平成12年） - 「若木賞」制定。
- 2001年（平成13年） - 類型制（人文、国際コミュニケーション、情報・環境）の教育課程実施。LL教室完成。
- 2002年（平成14年） - 創立80周年記念式典を神戸文化ホールで挙行。
- 2003年（平成15年） - 特色選抜入試を実施。複数志願選抜による入試を実施。新学習指導要綱実施。第2コンピュータ教室完成。文部科学省「総合的な学習の時間」研究指定校に指定される。
- 2004年（平成16年） - 第3コンピュータ教室完成。
- 2006年（平成18年） - 神戸市教育委員会が「神戸市立須磨高等学校と神戸市立神戸西高等学校を、再編・統合して第三学区に新高校を設置する予定」と発表。

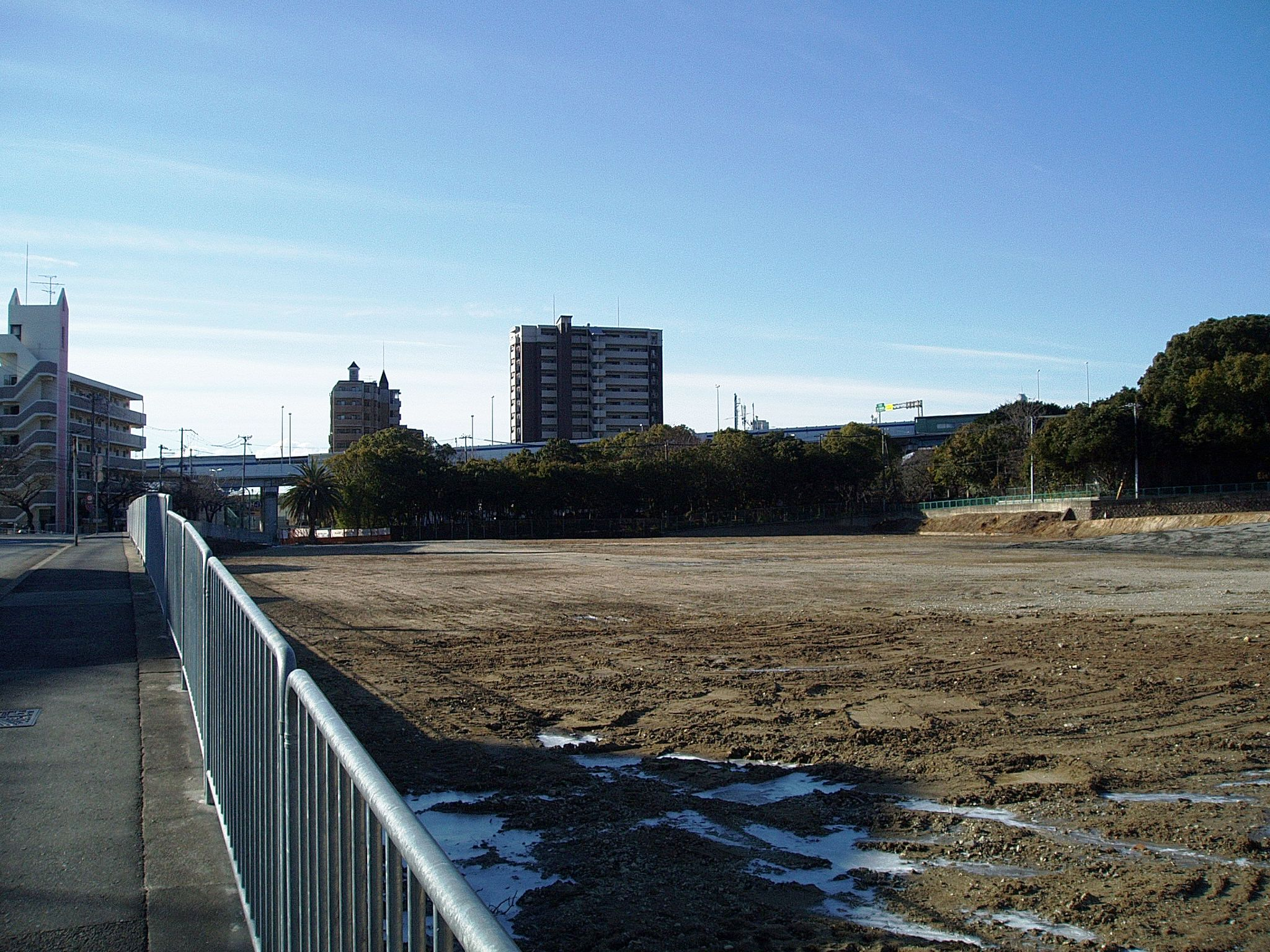
校地跡（2013年1月）

- 2009年（平成21年）4月 - 神戸市立須磨高等学校と神戸市立神戸西高等学校を再編・統合した神戸市立須磨翔風高等学校の設置に伴い、生徒募集停止。
- 2011年（平成23年）3月31日 - 閉校。

閉校後の校地は民間に売却され、ライオンズマンション須磨離宮となっている。

## 特色
- 豊かな伝統を背景にし、21世紀を担う人間の育成を目指して新しい教育に取り組む。

## 部活動
運動部
- 陸上競技部
- 野球部
- サッカー部
- 軟式テニス部
- バレーボール部
- バスケットボール部
- ハンドボール部
- バドミントン部
- 柔道部
- 剣道部
- 卓球部
- 体操部
- 水泳部

文化部
- 吹奏楽部
- 美術部
- 写真部
- 家庭科部
- 書道部
- 華道部
- 茶道部
- イラストレーション部
- コンピューター部

同好会
- フォークソング
- 箏曲
- ESS
- ダンス

## 進路状況
- 国公私立大学などへ進学、就職など

## 著名な出身者
- 横山光輝（漫画家）
- 福田公子（宝塚歌劇団卒業生、女優）
- 佐川満男（歌手・俳優）中退
- 柴田泰弘（よど号ハイジャック事件犯人、よど号グループのメンバー、妻は八尾恵）
- 有本恵子（北朝鮮による拉致被害者、石岡亨夫人）
- 桑原康伸（ベーシスト、ガガガSP）
- 田嶋悟士（ドラマー、ガガガSP）
- 高橋春美（ラジオDJ）
- 飯尾竜太朗（サッカー選手）
- 安部譲二（作家）中退
- 土井康平（サッカー選手）
- 藤原芽子（プロボクサー）
- 熊元プロレス（芸人、紅しょうが）